# Allokoenenia afra
Allokoenenia afra är en spindeldjursart som beskrevs av Filippo Silvestri 1913. Allokoenenia afra ingår i släktet Allokoenenia och familjen Eukoeneniidae. Inga underarter finns listade i Catalogue of Life.